# Кингсбърг (град, Калифорния)
Кингсбърг (на английски: Kingsburg) е град в окръг Фресно, щата Калифорния, САЩ. Кингсбърг е с население от 12 002 жители (по приблизителна оценка от 2017 г.) и обща площ от km². Намира се на 92 m надморска височина. ЗИП кодовете му са 93631, а телефонният му код е 559.